# دی‌ترپن

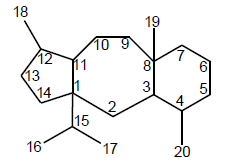
ترکیب دی‌ترپن

دی‌ترپن (انگلیسی: Diterpene) نوعی از ترپن است که ترکیبی از چهار واحد ایزوپرن است و دارای مولکولی با فرمول C20H32 است. دیترپن مبنای برای مواد شیمیایی‌ای مانند ترکیب شیمیایی retinol, retinal, و فیتول هست. این موارد به عنوان ضد میکروبی و ضد التهاب شناخته می‌شوند.

## مثال‌هایی از دیترپن‌ها
- آبیتیک اسید
- افیدیکولین
- کفستول
- کمبرن آ
- فروجینول
- فورسکولین
- Guanacastepene A
- Kahweol
- لابدان
- لاگوچیلین
- اسکلارن
- Stemarene
- استه‌ویول
- Taxadiene (precursor of پاکلیتاکسل)
- تیامولین